# Paul Ernst
Paul Ernst (Elbingerode, 7 marzo 1866 – Sankt Georgen an der Stiefing, 13 maggio 1933) è stato uno scrittore tedesco.

## Biografia
Figlio del sorvegliante minerario Johann Christian e di Emma Dittmann, studiò teologia e filosofia nelle Università di Gottinga e di Tubinga, poi letteratura e storia a Berlino, laureandosi nel 1892.
Membro del circolo letterario progressista Durch, molto giovane si occupò attivamente anche di politica, iscrivendosi al Partito socialdemocratico tedesco, dal quale uscì però nel 1896. Trasferitosi a Weimar nei primi del Novecento, scrisse drammi, novelle, romanzi e saggi, nella corrente del neoclassicismo idealistico. Scrisse anche un poema di oltre 100.000 versi di 1800 pagine complessive, Der Kaiserbuch, pubblicato tra il 1922 e il 1928, il quale sarebbe dovuto divenire nelle intenzioni dell'autore il nuovo epos tedesco, ma che non ebbe il successo sperato venendo però ampiamente rivalutato successivamente sotto il nazismo. Morì in Austria nel 1933.

## Opere

### Poesia
- Der Kaiserbuch (1923-1928)

### Romanzi
- Der schmale Weg zum Glück
- La fortuna di Lauthental (Das Glück von Lautenthal, 1933), traduzione di Giuseppe Piazza, Medusa XLIV, Arnoldo Mondadori Editore, 1934
- Der Schatz im Morgenbrotstal
- Saat auf Hoffnung

### Novelle
- Der Tod des Cosimo
- Komödianten- und Spitzbubengeschichten
- Die Hochzeit
- Die selige Insel und andere Erzählungen aus dem Süden

### Drammi
- Lumpenbagasch (1898)
- Im Chambre Séparée (1899)
- Die schnelle Verlobung (1899)
- Wenn die Blätter fallen (1899)
- Demetrios (1905)
- Ariadne auf Naxos
- Canossa
- Brunhild
- Childerich
- Chriemhild
- Preußengeist

### Saggi
- Henrik Ibsen (1904)
- Der Weg zur Form (1906)
- Zusammenbruch des Idealismus (1919)
- Zusammenbruch des Marxismus (1919)
- Grundlagen der neuen Gesellschaft
- Ein Credo (1935)